# مارگرت ویلهالمشتوتیر
مارگرت ویلهالمشتوتیر (ایسلندی: Margrét Vilhjálmsdóttir) بازیگر و صداپیشه اهل ایسلند است.
از فیلم‌هایی که در آن‌ها نقش داشته می‌توان به خندهٔ مرغ دریایی (۲۰۰۱) و عروسی شب سپید (۲۰۰۸) اشاره نمود.